# Elektron
Das Elektron (IPA: [ˈeːlɛktrɔn],  ⓘ; von altgriechisch ἤλεκτρον élektron „Bernstein“) ist ein negativ geladenes stabiles Elementarteilchen. Sein Symbol ist e−.
Elektronen sind Bestandteile von Atomen und damit von jeder Art gewöhnlicher Materie. Sie sind an den Atomkern gebunden und bilden die Elektronenhülle des Atoms. Die gesamte Chemie beruht im Wesentlichen auf den Eigenschaften und Wechselwirkungen dieser gebundenen Elektronen.
In Metallen ist ein Teil der Elektronen nahezu frei beweglich und bewirkt die hohe elektrische Leitfähigkeit metallischer Leiter. Dies ist die Grundlage der Elektrotechnik und der Elektronik. In Halbleitern ist die Zahl der beweglichen Elektronen und damit die elektrische Leitfähigkeit leicht zu beeinflussen, sowohl durch die Herstellung des Materials als auch später durch äußere Einflüsse wie Temperatur, elektrische Spannung, Lichteinfall etc. Dies ist die Grundlage der Halbleiterelektronik.
Aus jedem Material können bei starker Erhitzung oder durch Anlegen eines starken elektrischen Feldes Elektronen austreten (Glühemission, Feldemission). Als freie Elektronen können sie dann im Vakuum durch weitere Beschleunigung und Fokussierung zu einem Elektronenstrahl geformt werden. Dies hat die Entwicklung der Bildröhre (CRT) für Oszilloskope, Fernseher und Computermonitore ermöglicht. Weitere Anwendungen freier Elektronen sind z. B. die Röntgenröhre, das Elektronenmikroskop, das Elektronenstrahlschweißen, physikalische Grundlagenforschung mittels Teilchenbeschleunigern und die Erzeugung von Synchrotronstrahlung für Forschung und Technik.
In der β−-Radioaktivität wird beim Beta-Minus-Zerfall eines Atomkerns ein Elektron neu erzeugt und ausgesandt.
Der experimentelle Nachweis des Elektrons gelang erstmals Emil Wiechert im Jahre 1897 und wenig später Joseph John Thomson.

## Entdeckung und Benennung des Elektrons
Das Konzept einer Elementarladung, also einer  kleinsten, unteilbaren Menge der elektrischen Ladung oder „Atom der Elektrizität“, wurde um die Mitte des 19. Jahrhunderts verschiedentlich vorgeschlagen, unter anderen von Richard Laming, Wilhelm Weber und Hermann von Helmholtz.
George Johnstone Stoney schlug 1874 die Existenz elektrischer Ladungsträger vor, die mit den Atomen verbunden sein sollten. Ausgehend von der Elektrolyse schätzte er die Größe von deren Ladung ab, erhielt allerdings einen um etwa den Faktor 20 zu niedrigen Wert. Beim Treffen der British Association for the Advancement of Science in Belfast schlug er vor, die Elementarladung als eine weitere fundamentale Naturkonstante zusammen mit der Gravitationskonstante und der Lichtgeschwindigkeit als Grundlage physikalischer Maßsysteme zu verwenden. Stoney prägte auch gemeinsam mit Helmholtz den Namen electron. Der Name erinnert an das altgriechische Wort für den „Bernstein“, an dem elektrostatische Phänomene schon in der Antike untersucht wurden. In der deutschen Aussprache kann wahlweise auch die zweite oder dritte Silbe betont sein.
Später kam die alternative Bezeichnung Negatron (aus negative Ladung und Elektron, im Gegensatz zum Positron) auf, wird aber außer in der Beta-Spektroskopie kaum noch verwendet.
Emil Wiechert fand 1897 heraus, dass die Kathodenstrahlung aus negativ geladenen Teilchen besteht, die sehr viel leichter als ein Atom sind, stellte dann aber seine Forschungen hierzu ein. Im gleichen Jahr bestimmte Joseph John Thomson die Masse der Teilchen (er bezeichnete sie erst als corpuscules) genauer und konnte nachweisen, dass es sich unabhängig vom Kathodenmaterial und vom Restgas in der Kathodenstrahlröhre immer um die gleiche Art von  Teilchen handelt. In dieser Zeit wurde anhand des Zeeman-Effektes nachgewiesen, dass diese Teilchen auch im Atom vorkommen und dort die Lichtemission verursachen. Damit war das Elektron als Elementarteilchen identifiziert.
Die Elementarladung wurde erstmals 1909 durch Robert Millikan direkt gemessen.

## Eigenschaften

Standardmodell der Elementarteilchen: die 12 Grundfermionen und 5 Grundbosonen; das Elektron reiht sich unter den Leptonen ein

### Elektrische Ladung
Das Elektron hat eine elektrische Ladung von {\displaystyle -1\,e}, wobei {\displaystyle e} die Elementarladung ist. Da das Proton eine genau entgegengesetzt gleich große Ladung von {\displaystyle +1\,e} hat, ist in einem ungeladenen Atom die Zahl der Protonen im Atomkern und die der Elektronen in der Atomhülle gleich groß.

### Masse
Das Elektron hat eine Masse von 9.11e-31 kg, was 1/1836 der Masse eines Protons und 1/1839 der Masse eines Neutrons ist. Die Elektronen tragen daher nur zu einem winzigen Bruchteil zur Masse eines Atoms bei.

### Stabilität
Das Elektron ist das leichteste der elektrisch geladenen Elementarteilchen. Wenn die Erhaltungssätze für Ladung und Energie gelten – was aller physikalischen Erfahrung entspricht – müssen Elektronen daher stabil sein. In der Tat gibt es bisher keinerlei experimentellen Hinweis auf einen Elektronenzerfall.

### Räumliche Ausdehnung
Das Elektron hat keine innere Struktur und wird in allen theoretischen Behandlungen als punktförmig angenommen. Die experimentelle Obergrenze für eine eventuelle endliche Größe des Elektrons liegt derzeit bei etwa 10−19 m. Dies ist eine Größenordnung, bei der die klassische Physik nicht mehr anwendbar ist. Denn bereits bei Längen der Größenordnung {\displaystyle \hbar /(m_{\mathrm {e} }c)}, was im Bereich 10−12 m liegt, werden Quanteneffekte wie Vakuumpolarisation relevant.
Vor der Entwicklung der Quantenphysik ging man davon aus, dass das Elektron einen endlichen Radius haben müsse, weil die Konzentration der Elektronenladung auf eine sehr kleine Ausdehnung des Elektrons sehr viel Energie benötigt, die nach der Äquivalenz von Masse und Energie {\textstyle E_{0}=m_{\mathrm {e} }c^{2}} in der Masse des Elektrons enthalten sein müsste und diese messbare Größe daher nicht überschreiten könnte. Man erhielt bei der Abschätzung je nach Modell leicht unterschiedliche Werte in der Größenordnung von 10−15 m (→ siehe Klassischer Elektronenradius {\displaystyle r_{\mathrm {e} }}).
Von der (eventuellen) Ausdehnung des Elektrons zu unterscheiden ist sein Wirkungsquerschnitt für Wechselwirkungsprozesse. Bei der Streuung von Röntgenstrahlen mittlerer Energie an Elektronen erhält man z. B. einen Streuquerschnitt von etwa {\displaystyle \pi r_{\mathrm {e} }^{2}}, was der Kreisfläche mit dem klassischen Elektronenradius {\displaystyle r_{\mathrm {e} }} entspräche. Im Grenzfall großer Wellenlängen, d. h. kleiner Photonenenergien, ist der Streuquerschnitt mit {\displaystyle {\tfrac {8}{3}}\pi r_{\mathrm {e} }^{2}} fast dreimal so groß (siehe Thomson-Streuung und Compton-Effekt).
Chemische Bindungen hängen von Größe und Konfiguration der Atomorbitale  ab. Deren Ausdehnungen sind von der Größenordnung 10−10 m, was aber keine intrinsische Ausdehnung der Elektronen ist, sondern von deren Wellenfunktion, die die Aufenthaltswahrscheinlichkeit bestimmt.

### Spin und magnetisches Moment
Das Elektron gehört zu den Leptonen und hat wie alle Leptonen einen Spin (genauer: Spinquantenzahl) von ½. Als Teilchen mit halbzahligem Spin gehört es zur Klasse der Fermionen, unterliegt also insbesondere dem Pauli-Prinzip. Sein Antiteilchen ist das Positron, Symbol e+, mit dem es bis auf seine elektrische Ladung in allen Eigenschaften übereinstimmt.
In Verbindung mit der elektrischen Ladung bewirkt der Spin ein magnetisches Moment von
{\displaystyle {\vec {\mu _{\mathrm {s} }}}=-g_{\mathrm {s} }{\frac {e}{2m_{\mathrm {e} }}}{\vec {s}}.}.
Dabei ist {\displaystyle {\vec {\mu _{\mathrm {s} }}}} das magnetische Moment des Elektronenspins, {\displaystyle m_{\mathrm {e} }} die Masse des Elektrons, {\displaystyle e} seine Ladung und {\displaystyle {\vec {s}}} der Spin. {\displaystyle g_{\mathrm {s} }} heißt Landé- oder g-Faktor. Der Term vor {\displaystyle {\vec {s}}}, der das Verhältnis des magnetischen Moments zum Spin beschreibt, wird als gyromagnetisches Verhältnis des Elektrons bezeichnet. Für das Elektron wäre nach der Dirac-Theorie (relativistische Quantenmechanik) {\displaystyle g_{\mathrm {s} }} exakt gleich 2. Effekte, die erst durch die Quantenelektrodynamik erklärt werden, bewirken jedoch eine messbare geringfügige Abweichung von 2. Diese Abweichung wird als anomales magnetisches Moment des Elektrons bezeichnet.

### Elektrisches Dipolmoment
Die Suche nach einem elektrischen Dipolmoment des Elektrons blieb bisher ohne positiven Befund. Ein Dipolmoment würde entstehen, wenn bei einem nicht punktförmigen Elektron der Schwerpunkt der Masse nicht gleichzeitig der Schwerpunkt der Ladung wäre. So etwas wird von Theorien der Supersymmetrie, die über das Standardmodell der Elementarteilchen hinausgehen, vorhergesagt; es würde die T-Symmetrie verletzen (zur Begründung siehe: Elektrisches Dipolmoment des Neutrons). Nach Messungen in starken intramolekularen Feldern ist ein eventuelles Dipolmoment nicht größer als e · 4.1e-32 m. Anschaulich bedeutet das, dass Ladungs- und Massenmittelpunkt des Elektrons nicht weiter als einige 10−32 m auseinanderliegen können.

## Wechselwirkungen
Viele physikalische Erscheinungen wie Elektrizität, Elektromagnetismus und elektromagnetische Strahlung beruhen im Wesentlichen auf Wechselwirkungen von Elektronen. Elektronen in einem elektrischen Leiter werden durch ein sich änderndes Magnetfeld verschoben und es wird eine elektrische Spannung induziert. Die Elektronen in einem stromdurchflossenen Leiter erzeugen ein Magnetfeld. Ein beschleunigtes Elektron – natürlich auch beim Fall der krummlinigen Bewegung – emittiert Photonen, die sogenannte Bremsstrahlung (Hertzscher Dipol, Synchrotronstrahlung, Freie-Elektronen-Laser).
In einem Festkörper erfährt das Elektron Wechselwirkungen mit dem Kristallgitter. Sein Verhalten lässt sich dann beschreiben, indem statt der Elektronenmasse die abweichende effektive Masse verwendet wird, die auch abhängig von der Bewegungsrichtung des Elektrons ist.
Elektronen, die sich in polaren Lösungsmitteln wie Wasser oder Alkoholen von ihren Atomen gelöst haben, werden als solvatisierte Elektronen bezeichnet. Bei Lösung von Alkalimetallen in Ammoniak sind sie für die starke Blaufärbung verantwortlich.
Ein Elektron ist ein Quantenobjekt, das heißt, bei ihm liegt die durch die Heisenbergsche Unschärferelation beschriebene Orts- und Impulsunschärfe im messbaren Bereich, so dass wie bei Licht sowohl Wellen- als auch Teilcheneigenschaften beobachtet werden können, was auch als Welle-Teilchen-Dualismus bezeichnet wird. In einem Atom kann das Elektron als stehende Materiewelle betrachtet werden.

## Experimente
Das Verhältnis e/m der Elektronenladung zur Elektronenmasse kann als Schulversuch mit dem Fadenstrahlrohr ermittelt werden. Die direkte Bestimmung der Elementarladung gelang durch den Millikan-Versuch.
Bei Elektronen, deren Geschwindigkeit nicht vernachlässigbar klein gegenüber der Lichtgeschwindigkeit ist, muss der nichtlineare Beitrag zum Impuls nach der Relativitätstheorie berücksichtigt werden. Elektronen mit ihrer geringen Masse lassen sich relativ leicht auf so hohe Geschwindigkeiten beschleunigen; schon mit einer kinetischen Energie von 80 keV hat ein Elektron die halbe Lichtgeschwindigkeit. Der Impuls lässt sich durch die Ablenkung in einem Magnetfeld messen. Die Abweichung des Impulses vom nach klassischer Mechanik berechneten Wert wurde zuerst von Walter Kaufmann 1901 nachgewiesen und nach der Entdeckung der Relativitätstheorie zunächst mit dem Begriff der „relativistischen Massenzunahme“ beschrieben, der aber inzwischen als überholt angesehen wird.

## Freie Elektronen

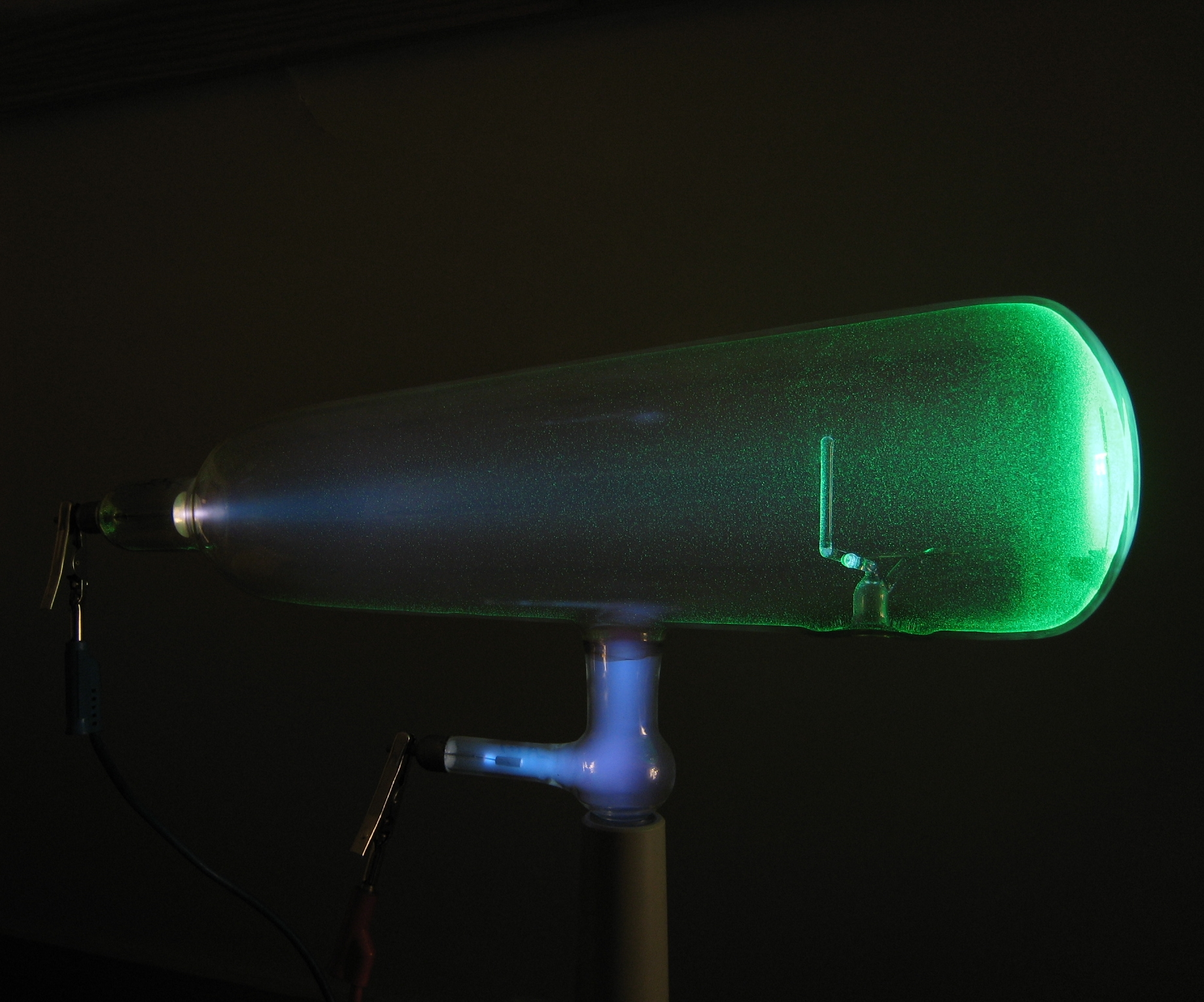
Fluoreszenz durch Elektronen in einer Schattenkreuzröhre

In der Kathodenstrahlröhre (Braunsche Röhre) treten Elektronen aus einer beheizten Glühkathode aus und werden im Vakuum durch ein elektrisches Feld in Feldrichtung (in Richtung der positiven Anode) beschleunigt. Durch Magnetfelder werden die Elektronen senkrecht zur Feldrichtung und senkrecht zur augenblicklichen Flugrichtung abgelenkt (Lorentzkraft). Diese Eigenschaften der Elektronen haben erst die Entwicklung des Oszilloskops, des Fernsehers und des Computermonitors ermöglicht.
Weitere Anwendungen freier Elektronen sind z. B. die Röntgenröhre, das Elektronenmikroskop, das Elektronenstrahlschweißen, physikalische Grundlagenforschung mittels Teilchenbeschleunigern und die Erzeugung von Synchrotronstrahlung für Forschungs- und technische Zwecke. Siehe dazu Elektronenstrahltechnik.